# La Sala de Fonollet
La Sala de Fonollet és un mas del Berguedà situat al terme municipal de Casserres.

## Història
La Sala és esmentada el segle xiii en un capbreu de les possessions de l'Orde del Temple al Berguedà. Ja en el segle xviii un cabaler de la Serra de Cap de Costa figura com a possessor del mas. Els seus descendents el succeirien en la seva possessió fins a principi del segle xx, quan Emili Serra i Noguera vengué el mas per invertir en el negoci de la construcció.

## Hereus de la Sala de Fonollet
- Pere Serra (?-1628)
- Josep Serra (?-1677)
- Pau Serra (?-?)
- Joan Serra i Casahuga (?-?)
- Francesc Serra i Pujols (?-?)
- Pere Serra i Canals (?-?)
- Josep Serra i Comelles (1815-1878)
- Josep Serra i Safont (?-?)
- Emili Serra i Noguera (?-?)